# Hemidactylus richardsonii
Espèce
Synonymes
- Velernesia richardsonii Gray, 1845

Hemidactylus richardsonii est une espèce de geckos de la famille des Gekkonidae.

## Répartition
Cette espèce se rencontre au Cameroun, au Gabon, en Centrafrique, au Congo-Brazzaville et au Congo-Kinshasa.

## Étymologie
Cette espèce est nommée en l'honneur de John Richardson (1787-1865).

## Publication originale
- Gray, 1845 : Catalogue of the specimens of lizards in the collection of the British Museum. p. 1-289 (texte intégral).